# NBC Universal Global Networks Italia
NBC Universal Global Networks Italia Srl è una società italiana legata al gruppo statunitense NBCUniversal e alla divisione Universal Networks International.
Si occupa dal 2007 della produzione di canali tematici diffusi in Italia via satellite e digitale terrestre.
Prima del 2007 i canali Universal venivano diffusi in Italia a cura della Sparrowhawk Media Group.

## Canali
Attualmente NBC Global Networks Italia co-produce il canale Class CNBC con Class Editori e Mediaset.
In passato:
- Studio Universal, trasmesso dal 1º marzo 1998 al 1º giugno 2008 su Sky e dall'8 maggio 2009 al 1º gennaio 2019 all'interno della piattaforma Mediaset Premium alla LCN 315[1].
- DIVA Universal, precedentemente conosciuto come Hallmark Channel, trasmesso dal 1º settembre 2004 al 30 giugno 2015 sulla piattaforma satellitare Sky al canale 133[1].
- Syfy, trasmesso all'interno del canale Steel fino al 31 dicembre 2012.
- Steel, co-prodotto con Mediaset, trasmesso dal 18 gennaio 2008 al 1º aprile 2013[2] su Mediaset Premium.